# Izon
Izon é uma comuna francesa na região administrativa da Nova Aquitânia, no departamento da Gironda. Estende-se por uma área de 15,56 km². Em 2010 a comuna tinha 5 943 habitantes (densidade: 381,9 hab./km²).